# Thorvald Køhl
Thorvald Heinrich Johan Køhl, född 7 oktober 1852 i Köpenhamn, död 19 mars 1931, dansk astronom, lärare, författare i Odder, Danmark.

## Biografi
Køhl gifte sig med Madsen från Langeland 1875 och blev senare lektor vid Odder Kommunala Realskola. År 1883 byggde han ett eget observatorium i Odder. Den första observationen han företog från detta observatorium, var av en månförmörkelse den 4 oktober 1884 med totalitet klockan  23:02. Vid detta tillfälle hade han 36 besökare.
Køhls hustru avled 1892 och två år senare gifte han sig för andra gången.
År 1903 byggde han sitt eget observatorium "Carina".

## Utmärkelser
- Riddare av Dannebrogorden,  1927[3]

[Redigera Wikidata]